# 六道慧
六道 慧（りくどう けい）は、日本の小説家、時代小説家。
東京都両国生まれ。和洋国府台高等学校を卒業する。かに座。血液型A型。1988年、「大神伝」シリーズで小説家デビュー。日本推理作家協会会員。女性。富士見ファンタジア文庫など、ヤングアダルト文学のレーベルでSF・ファンタジー小説を上梓する。現在は時代小説、警察小説を中心に発表している。趣味は旅行。

## 作品リスト
大神伝シリーズ
- ムーの大神 大神伝 1（1988年1月 ソノラマ文庫）
- 蒼き大神 大神伝 2（1988年6月 ソノラマ文庫）
- 魔聖の大神 大神伝 3（1988年12月 ソノラマ文庫）
- 緋の大神 大神伝 4（1989年6月 ソノラマ文庫）
- 闇の大神 大神伝 5（1990年6月 ソノラマ文庫）
- 暁の大神 大神伝 6（1990年12月 ソノラマ文庫）
- 砂の大神 大神伝 7（1991年11月 ソノラマ文庫）
- オリハルコンの大神 大神伝 8（1992年8月 ソノラマ文庫）
- 黄金の大神 大神伝 9（1993年3月 ソノラマ文庫）
- 小角伝説 飛鳥霊異記 大神伝・外伝（1990年1月 ソノラマ文庫）

時の光、時の影シリーズ
- 時の光、時の影（1989年1月 富士見ファンタジア文庫）
- 闇の中のイノセント 時の光、時の影 2（1990年2月 富士見ファンタジア文庫）

第五惑星アスカシリーズ
- 失われた惑星（1989年5月 富士見ファンタジア文庫）
- 碧い凶星（1989年8月 富士見ファンタジア文庫）
- 夢幻の惑星（1989年11月 富士見ファンタジア文庫）

羅刹王シリーズ
- 羅刹王1 雷電の章（1990年5月 富士見ファンタジア文庫）
- 羅刹王2 竜王の章（1990年9月 富士見ファンタジア文庫）
- 羅刹王3 不動の章（1991年1月 富士見ファンタジア文庫）
- 羅刹王4 明王の章 上（1991年7月 富士見ファンタジア文庫）
- 羅刹王5 明王の章 下（1991年8月 富士見ファンタジア文庫）
- 羅刹王6 修羅の章（1992年1月 富士見ファンタジア文庫）
- 羅刹王7 宝珠の章（1992年6月 富士見ファンタジア文庫）

異界の四竜士シリーズ
- マヤの迷宮（1991年5月 角川文庫） スニーカー文庫）
- 月の影法師（1991年8月 角川文庫） スニーカー文庫）
- 空の国（1991年12月 角川文庫） スニーカー文庫）
- 胡蝶の夢（1992年4月 角川文庫） スニーカー文庫）
- 貴種流離譚（1997年2月 カドカワノベルズ ）

神の盾レギオン 獅子の伝説シリーズ
- 神の盾レギオン 獅子の伝説1 青銀の闘騎士（1991年12月 富士見ファンタジア文庫）
- 神の盾レギオン 獅子の伝説2 ザイレン悲話（1992年10月 富士見ファンタジア文庫）
- 神の盾レギオン 獅子の伝説3 アムルタート陥落（1993年3月 富士見ファンタジア文庫）
- 神の盾レギオン 獅子の伝説4 死の門（1993年7月 富士見ファンタジア文庫）
- 星月夜の歌姫 神の盾レギオン・外伝（1994年1月 富士見ファンタジア文庫）

聖母烈伝シリーズ
- 聖母烈伝 1 こちらトライアングル（1992年5月 光文社文庫）
- 聖母烈伝 2 シンデレラの夢（1992年11月 光文社文庫）
- 聖母烈伝 3 懺悔マリア（1993年6月 光文社文庫）
- 聖母烈伝 4 秀吉の陰謀（1993年11月 光文社文庫）
- 新聖母烈伝 涙の結婚式ノ巻（1994年8月 光文社文庫）
- 新聖母烈伝 上海浪漫ノ巻（1995年9月 光文社文庫）
- 新聖母烈伝 印度艶遊ノ巻（1996年10月 光文社文庫）

月鬼シリーズ
- 風の天宝輪 月鬼1（1992年9月 富士見ファンタジア文庫）
- 火の霊宝輪 月鬼2（1993年1月 富士見ファンタジア文庫）
- 地の神宝輪 月鬼3（1993年5月 富士見ファンタジア文庫）
- 水の竜宝輪 月鬼4（1993年9月 富士見ファンタジア文庫）

千の顔を持つ男シリーズ
- ブロッケンの妖怪（1993年10月 カドカワノベルズ）
- アルビオンの死の木（1994年6月 カドカワノベルズ）
- カドケウスの杖（1995年1月 カドカワノベルズ）
- ピンジュラーの鏡（1995年8月 カドカワノベルズ）
- モルガナの鬼（1996年3月 カドカワノベルズ）

サイコ・ミュージシャンシリーズ
- イシュタルの呪歌（1994年2月 フタバノベルス / 1999年10月 双葉文庫）
- ジウスドラの蠱歌（1995年2月 フタバノベルス / 1999年12月 双葉文庫）
- ティルムンの恋歌（1996年6月 フタバファンタジー / 2000年2月 双葉文庫）

ミラクル・アイシリーズ
- キスは殺しの始まり（1994年3月 C★NOVELSファンタジア）
- 薔薇の殺意（1994年9月 C★NOVELSファンタジア）
- 瑠璃の月を撃て（1995年3月 C★NOVELSファンタジア）
- 女刑事は二度死ぬ（1995年9月 C★NOVELSファンタジア）

出雲神霊記シリーズ
- ソロモンの遺産（1994年5月 ソノラマ文庫）
- 伽耶の斎王（1995年5月 ソノラマ文庫）

蝶々夫人の事件簿シリーズ
- 蝶々夫人の事件簿 1（1996年1月 C★NOVELSファンタジア）
- 蝶々夫人の事件簿 2（1996年7月 C★NOVELSファンタジア）
- 蝶々夫人の事件簿 3（1997年1月 C★NOVELSファンタジア）

ダイナマイト刑事シリーズ
- ダイナマイト刑事1（1996年5月 C★NOVELSファンタジア）
- 殺人定義 ダイナマイト刑事2（1996年11月 C★NOVELSファンタジア）
- 月光遊戯 ダイナマイト刑事3（1997年5月 C★NOVELSファンタジア）
- 硝子白書 ダイナマイト刑事4（1997年11月 C★NOVELSファンタジア）
- 聖夜艶舞 ダイナマイト刑事5（1998年5月 C★NOVELSファンタジア）

聖母探偵事務所シリーズ
- モンローの指紋（1997年7月 光文社文庫）
- カルメンの魔笛（1998年1月 光文社文庫）
- シャネルの遺産（1998年10月 光文社文庫）

縁切屋シリーズ
- とりかえばや鬼語（1997年10月 スニーカーブックス ）
- きさらぎの月語（1998年10月 スニーカーブックス ）
- わたつみの神語（2000年2月 スニーカーブックス ）

おぼろ隠密記 妖し小町シリーズ
- おぼろ隠密記 妖し小町（2000年8月 光文社文庫）
- おぼろ隠密記 妖し小町 2 大奥騒乱ノ巻（2001年1月 光文社文庫）
- おぼろ隠密記 妖し小町 3 振袖御霊ノ巻（2001年6月 光文社文庫）
- おぼろ隠密記 妖し小町 4 夢歌舞伎ノ巻（2001年10月 光文社文庫）
- おぼろ隠密記 妖し小町 5 歌比丘尼ノ巻（2002年4月 光文社文庫）

風水探偵タケルシリーズ
- 陰陽のかごめ歌（2001年12月 富士見ミステリー文庫）
- 水魔の都（2002年2月 富士見ミステリー文庫）
- 四三の外法（2002年6月 富士見ミステリー文庫）

くノ一元禄帖シリーズ
- くノ一元禄帖（2002年9月 徳間文庫）
- 大江戸繚乱（2003年2月 徳間文庫）
- はごろも天女（2003年7月 徳間文庫）
- 妃女曼陀羅（2003年12月 徳間文庫）

源氏十二宮絵巻シリーズ
- 源氏十二宮絵巻（2002年10月 角川ビーンズ文庫）
- 行くかた知らぬ夕顔の 源氏十二宮絵巻（2003年1月 角川ビーンズ文庫）

十手小町事件帳シリーズ
- 十手小町事件帳（2003年5月 光文社文庫）
- まろばし牡丹（2003年10月 光文社文庫）
- ひよりみ法師（2004年2月 光文社文庫）
- いざよい変化（2004年8月 光文社文庫）

浦之助手留帳シリーズ
- 花も花なれ（2004年6月 双葉文庫）
- 霧しぐれ（2004年12月 双葉文庫）
- 夢のあかり（2005年6月 双葉文庫）
- 小夜嵐（2005年12月 双葉文庫）

御算用日記シリーズ
- 青嵐吹く（2005年3月 光文社文庫）
- まことの花（2006年4月 光文社文庫）
- 流星のごとく（2006年9月 光文社文庫）
- 春風を斬る（2007年4月 光文社文庫）
- 月を流さず（2007年10月 光文社文庫）
- 一鳳を得る（2008年5月 光文社文庫）
- 径に由らず（2008年12月 光文社文庫）
- 星星の火（2009年5月 光文社文庫）
- 護国の剣（2009年9月 光文社文庫）
- 駑馬十駕（2010年4月 光文社文庫）
- 甚を去る（2010年10月 光文社文庫）
- 石に匪ず（2011年5月 光文社文庫）
- 天地に愧じず（2005年9月 光文社文庫）

いろは双六屋シリーズ
- 明烏（2006年8月 徳間文庫）
- 千両花（2006年12月 徳間文庫）
- 桜の仇討（2007年6月 徳間文庫）
- 恋時雨（2008年1月 徳間文庫）

深川日向ごよみシリーズ
- 凍て蝶（2007年2月 双葉文庫）
- 忍び音（2008年3月 双葉文庫）
- 催花雨（2007年8月 双葉文庫）

御家人風来抄シリーズ
- 天は長く（2008年8月 幻冬舎文庫）
- 日月の花（2008年10月 幻冬舎文庫）
- 風雲あり（2009年6月 幻冬舎文庫）
- 五月闇（2009年12月 幻冬舎文庫）
- 花狩人（2010年6月 幻冬舎時代小説文庫）
- 恋文（2010年12月 幻冬舎時代小説文庫）

公儀鬼役御膳帳シリーズ
- 公儀鬼役御膳帳（2009年9月 徳間文庫）
- 連理の枝（2010年4月 徳間文庫）
- 春疾風（2011年3月 徳間文庫）
- ゆずり葉（2011年10月 徳間文庫）
- 外待雨（2012年6月 徳間文庫）

奥方様は仕事人シリーズ
- 奥方様は仕事人（2011年8月 光文社文庫）
- 寒鴉（2011年12月 光文社文庫）
- そげもの芸者（2012年7月 光文社文庫）
- ちりぬる命（2013年3月 光文社文庫）

御算用始末日記シリーズ
- 天下を善くす（2012年3月 光文社文庫）
- 一琴一鶴（2012年11月 光文社文庫）
- 則ち人を捨てず（2013年7月 光文社文庫）

山同心花見帖シリーズ
- 山同心花見帖（2013年1月 徳間文庫）
- 慶花の夢（2014年2月 徳間文庫）
- まねきの紅葉（2014年3月 徳間文庫）

代言人真田慎之介シリーズ
- 代言人真田慎之介（2013年6月 幻冬舎文庫）
- 五厘殺人事件 代言人真田慎之介 2（2013年10月 幻冬舎文庫）

渋沢瑛一の東亰事件簿シリーズ
- 殺意の黄金比（2014年9月 光文社文庫）
- 偽装強盗（2014年7月 光文社文庫）

警察庁α特務班シリーズ
- 七人の天使（2015年1月 徳間文庫）
- ペルソナの告発（2015年2月 徳間文庫）
- 反撃のマリオネット（2015年7月 徳間文庫）
- キメラの刻印（2016年2月 徳間文庫）
- ラプラスの鬼（2016年7月 徳間文庫）

警視庁行動科学課シリーズ
- 警視庁行動科学課（2015年5月 光文社文庫）
- 黒いプリンセス（2015年9月 光文社文庫）
- ブラックバイト（2015年11月 光文社文庫）
- スカラシップの罠（2016年4月 光文社文庫）
- ヤコブの梯子（2016年12月 光文社文庫）
- 殺人レゾネ（2017年1月 光文社文庫）

警察庁広域機動隊シリーズ
- 警察庁広域機動隊（2017年3月 徳間文庫）
- ダブルチェイサー（2017/09 徳間文庫）

警視庁特別取締官シリーズ
- 警視庁特別取締官（2017/07 朝日文庫）
- ブルーブラッド（2017/12 朝日文庫）
- デラシネの真実（2018/07 朝日文庫）

医療捜査官一柳清香シリーズ
- 医療捜査官一柳清香（2018/03 徳間文庫）
- トロイの木馬（2018/11 徳間文庫）
- 塩の契約（2019/11 徳間文庫）

警視庁特殊詐欺追跡班シリーズ
- 警視庁特殊詐欺追跡班 （2020/04 徳間文庫）
- サイレント・ポイズン（2020/12 徳間文庫）

黒崎警視のMファイルシリーズ
- 黒崎警視のMファイル（2020/07 朝日文庫）
- ロゼッタ・ストーン（2021/05 朝日文庫）

単発作品
- カルラ舞う! 変幻退魔夜行 奈良怨霊絵巻（1989年2月 ソノラマ文庫）原作:永久保貴一
- 妖霊の門（1990年8月 角川ルビー文庫）
- 蒼いレクイエム（1990年12月 角川ルビー文庫）
- 風恋記（1991年3月 富士見ファンタジア文庫）
- メビウス・ストーリー（1992年12月 富士見ファンタジア文庫）
- 美妖士（1994年12月 C★NOVELSファンタジア）
- Domino（1998年4月 スニーカーブックス）
- かぐや草紙 役小角伝（2000年8月 桜桃書房）
- 源氏夢幻抄 安倍晴明伝（2001年2月 桜桃書房）
- 安倍晴明あやかし鬼譚（2014年7月 徳間文庫）
- 殺愛 巡査長・倉田沙月（2019/06 朝日文庫）
- 天は長く 御家人風来抄 長編時代小説 （2020/09 光文社時代小説文庫）